# Alfons III. (Aragón)

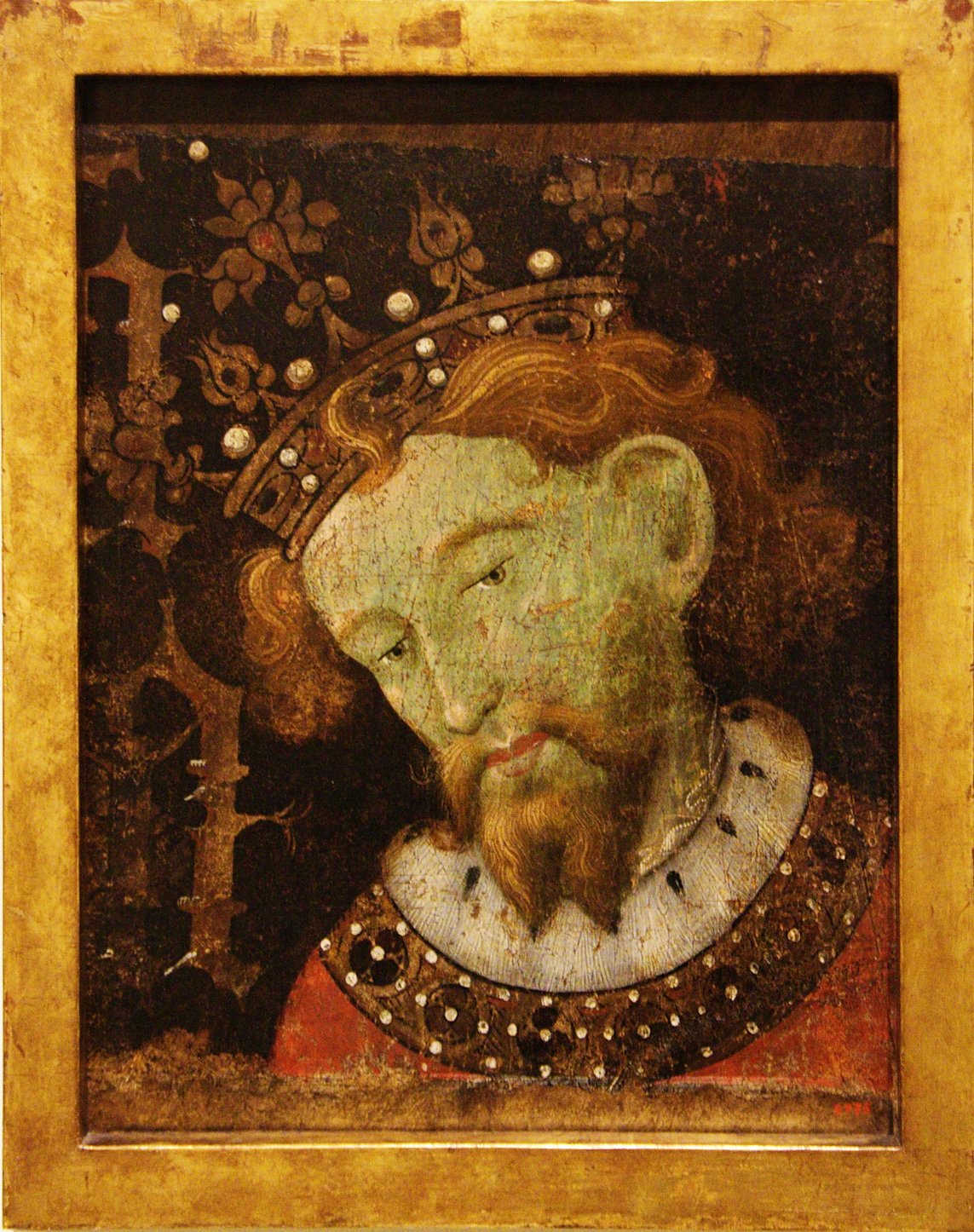
König Alfons III. von Aragón, dargestellt von Gonçal Peris Sarrià und Jaume Mateu, 1427. Museu Nacional d’Art de Catalunya.

Alfons III. von Aragón, genannt der Prächtige (* 1265; † 18. Juni 1291 in Barcelona), war von 1285 bis 1291 König von Aragonien.
Alfons III. war der Sohn Peters III. und der Konstanze von Sizilien. Er bewilligte den Ständen auf dem Reichstag zu Saragossa 1287 die so genannten Unionsprivilegien, wonach die Stände, falls der König ohne richterlichen Spruch der Reichsversammlung gegen ein Ständemitglied Strafen verhängte, einen anderen Herrn wählen durften. Um die Ruhe nach außen herzustellen, schloss er 1291 zu Brignoles mit Frankreich Frieden, starb aber bald darauf unverheiratet und kinderlos und hinterließ seinem Bruder Jakob II. den Thron.